# Замок Керлаверок
Замок Керлаверок (англ. Caerlaverock - Гніздо жайворонка) — знаходиться в області Дамфріс і Галлоуей на південному заході  Шотландії.

## Історія замку
Перші згадки про Керлаверок відносяться до 1220 р. і описують його як дерев'яний форт в 200 м на південь від нинішнього розташування замку. З якоїсь причини форт був покинутий, і приблизно в 1270 р. був збудований новий замок з тією ж назвою. Засновник і господар замку Герберт  Максвелл належав до одного з найвпливовіших кланів Шотландії.
В 1296 р.  Едуард I Плантагенет, король  Англії, захопив Шотландію і примусив багатьох шотландців принести йому клятву вірності. Серед тих, що присягнули, був Герберт Максвелл і його син Джон. Незабаром шотландці вчинили заколот. В 1300 р. Едуард вторгся в Галлоуей, один з осередків опору, і обрушив свій гнів у тому числі на замок Керлаверок.
Армія Едуарда I складалася з 87 лицарів і 3000 воїнів. Облога тривала недовго, і незабаром лорд Максвелл і його гарнізон з 60 чоловік були взяті в полон. Замок залишався в руках англійців аж до 1312 р. Зберігачем замку в той час був не хто інший як родич Герберта Максвелла, сер Юстас Максвелл, який, будучи прикордонним лордом, продемонстрував чудовий талант бути слугою двох господарів — в 1312 р. він присягнув шотландському королю  Роберту Брюсу.
Після смерті Брюса в 1329 р. корону успадкував його малолітній син Девід II і в Шотландії знову почалася боротьба за владу. Сер Юстас негайно перекинувся на бік  Едварда Балліоля, який хотів змістити Брюсів з трону. В 1332 р. сер Юстас відновив і зміцнив Керлаверок і передав його у розпорядження Балліоля.
У XV ст. замок був частково перебудований лордом Гербертом Максвеллом, 1-м лордом Максвеллом, і його сином Робертом, 2-м лордом Максвеллом, а в XVI ст. Керлаверок знову фігурує в описах конфліктів між Англією та Шотландією. В 1542 р. перед битвою при Солвей-Моссі замок відвідав король Яків V. У тій битві шотландці зазнали нищівної поразки, крім того англійці полонили Роберта, 5-го лорда Максвелла. Незабаром він був звільнений, але ненадовго — в 1544 р. англійці знову взяли його в полон і захопили замок Керлаверок.
Через рік шотландцям вдалося відбити замок. Відомо, що в 1593 р. господарем замку був Роберт, 8-й лорд Максвелл і що Керлаверок був «відмінно укріплений і всередині нього працювало багато людей». В 1603 р. шотландський король Яків VI зійшов на англійський трон і після століть воєн на кордоні настав мир.
До кінця XVIII ст. замок став популярною туристичною визначною пам'яткою, а в 1946 р. був переданий під державну опіку.

## Інформація для відвідувачів
Замок відкрито протягом усього року. З квітня по вересень — щодня з 9.30 по 18.30. З жовтня по березень — щоденно з 9.30 по 16.30.

## Ресурси Інтернету
- Вікісховище має мультимедійні дані за темою: Замок Керлаверок
- Стаття про замок на Electricscotland.com [Архівовано 21 грудня 2013 у Wayback Machine.]
- Статьтя про замке на Undiscoveredscotland.co.uk [Архівовано 19 грудня 2013 у Wayback Machine.]
- Фотографії замку на Flickr.com
- Gifford, John (1996). Dumfries and Galloway. The Buildings of Scotland. Yale. ISBN 0-300-09671-2.
- Maxwell family Castle in Scotland [Архівовано 10 серпня 2018 у Wayback Machine.]. URL accessed on 6 August 2006.
- Castles in Scotland [Архівовано 16 липня 2012 у Wayback Machine.]. URL accessed on 16 August 2005.
- About Scotland [Архівовано 6 червня 2013 у Wayback Machine.]. URL accessed on 16 August 2005.
- The Caerlaverock Dig. URL accessed on 16 August 2005.

1. ↑  https://canmore.org.uk/site/66100/caerlaverock-castle
2. ↑  https://portal.historicenvironment.scot/designation/SM90046
3. ↑  Laing L., Caldwell D., MacIvor I. et al. Excavations at Caerlaverock Castle, 1955–66 // Archaeol. J. / H. Williams, L. Shillito, M. Gardiner et al. — RAI, Taylor & Francis, 1999. — Vol. 156, Iss. 1. — P. 143–245. — ISSN 0066-5983; 2373-2288 — doi:10.1080/00665983.1999.11078906